# Міловзоров Олександр Петрович
Міловзо́ров Олекса́ндр Петро́вич (нар. 22 квітня 1938, Київ) — український художник, член Національної спілки художників України (з 1963 року), заслужений художник України (1988).

## Біографія
Народився у Києві. 1957 року закінчив Київське училище прикладного мистецтва, 1968 року — Ленінградське вище художньо-промислове училище ім. В. Мухіної. Педагоги з фаху — В.  Марков, К.  Митрофанов. Працює в галузі живопису, графіки, монументально-декоративного мистецтва (кераміка). Твори О. Міловзорова зберігаються у художніх музеях України та за її межами, в приватних колекціях.
Олександр Міловзоров у 1987 році створив галерею «Триптих», а з 1996 році — «Галерею-36» на Андріївському узвозі, художнім керівником і власником якої він є.

## Твори

### Твори в архітектурі
- Оформлення ресторану «Дубки» (кераміка, метал), Київ, 1976 (за іншими даними 1970[1]),
- Створення освітлювальної арматури для консульства Болгарії, Палацу урочистих подій, Будинку-музей Тараса Шевченка в Києві – 1973
- Композиція «Пташиний двір», Житловий масив Виноградар, м. Київ – 1976
- Оформлення інтер'єрів Національної філармонії України
- Оформлення інтер'єрів Національної дитячої бібліотеки в Києві (кований метал) – 1978
- Керамічні композиції «Проби ґрунту з планети Земля» (1978), «Середовище існування» (1980), триптих «Софія Київська» (1995).
- Оформлення станцій метро «Тараса Шевченка» (1980) і «Республіканський стадіон», нині «Олімпійська» (1982).

### Виставки
- Всесоюзні та республіканські виставки, що проводились спілкою художників СРСР – 1970—1980 роках.
- Персональна виставка у Києві (каталог) – 1978
- Персональна виставка у Львові – 1979
- Персональна виставка в Миколаєві та Херсоні – 1980
- Участь в Міжнародній виставці-конкурсі в Італії, м. Фаєнца (каталог) – 1982
- Участь в Міжнародній виставці-конкурсі у Франції, м. Валлорис (каталог) – 1983
- Персональна виставка в Будинку вчених СВ АН СРСР, м. Новосибірськ (каталог) – 1984
- Участь у всесоюзному симпозіумі садово-паркової кераміки, м. Ташкент – 1987
- Участь у групових виставках декоративно-прикладного мистецтва об'єднання «Триптих» – 1987—1991
- Персональна виставка в Києві (каталог) – 1991
- Участь у виставці творчого об'єднання «Триптих», м. Будапешт – 1991
- Персональна виставка в м. Суми – 1992
- Персональна виставка в м. Києві – 1992
- Участь в міжнародному симпозіумі художників-керамістів, м. Дзінтарі, Латвія – 1992
- Персональна виставка в Музеї російського нонконформізму, м. Париж, Франція – 1993
- Симпозіум по порцеляні, Полонне, Україна – 1994
- Виставка в художньому музеї м. Хмельницька, Україна – 1994
- Персональна виставка «Артсмітник», галерея «Триптих», м. Київ – 1994
- Персональна виставка в Київському військовому інституті управління і зв'язку, м. Київ – 1995
- Персональна виставка в Київському музеї російського мистецтва (каталог) – 1995
- Персональна виставка живопису в галереї «Триптих» – 1996
- Персональна виставка графіки «ВІКНА» в галереї «Триптих» – 1997
- Групова виставка «Три українські художники» в галереї «Святий Іван Зеліна» м. Загреб, Хорватія – 1997
- Персональна виставка «Діагноз» в галереї «Триптих» – 1998
- Персональна виставка «Відкритий пейзаж для офісу» в Торгово-промисловій палаті – 1998 Персональна виставка в муніципальній галереї «Лавра», м. Київ – 1999

## Зображення

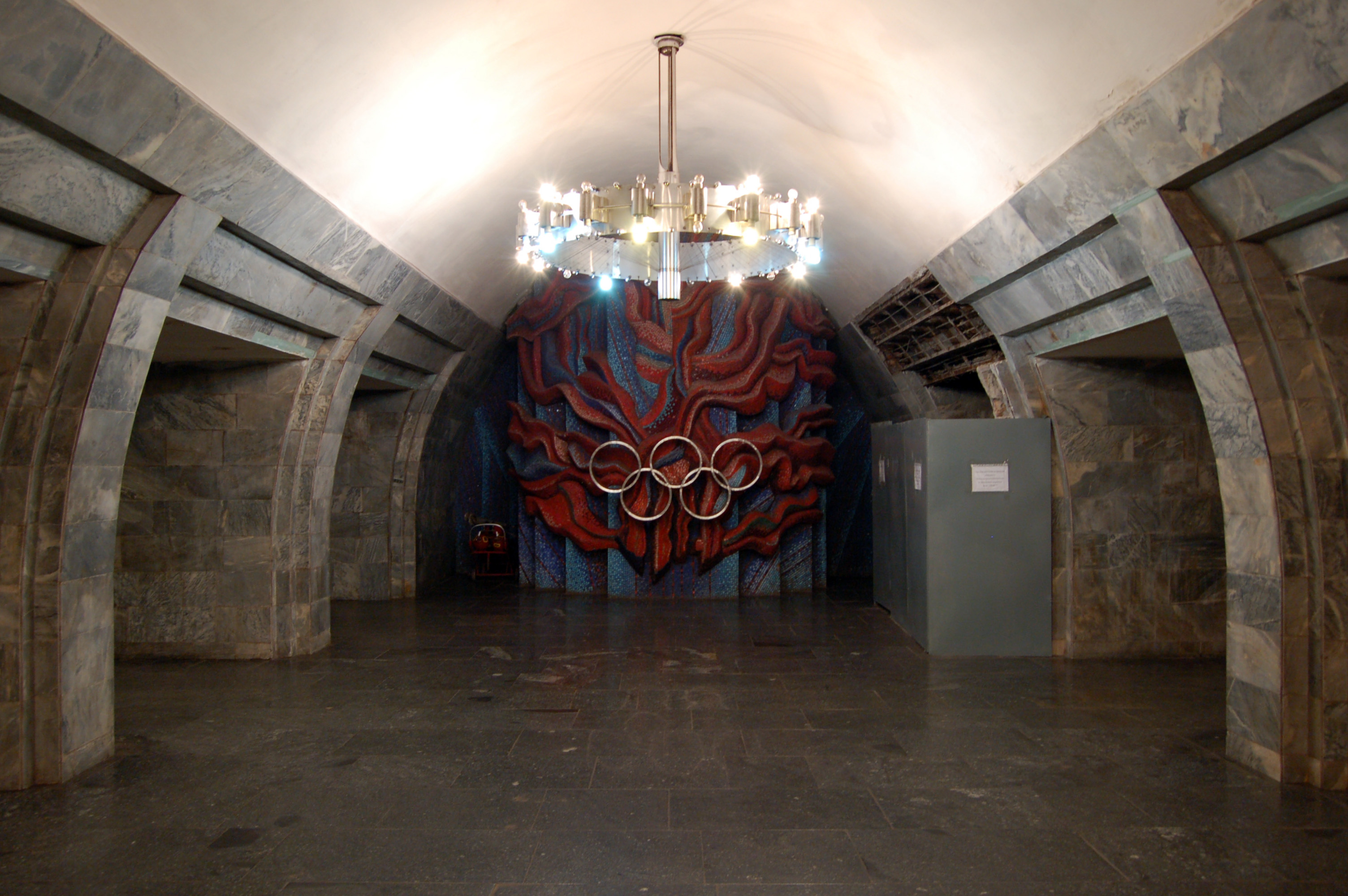
Композиція у торці платформи станції метро «Олімпійська»
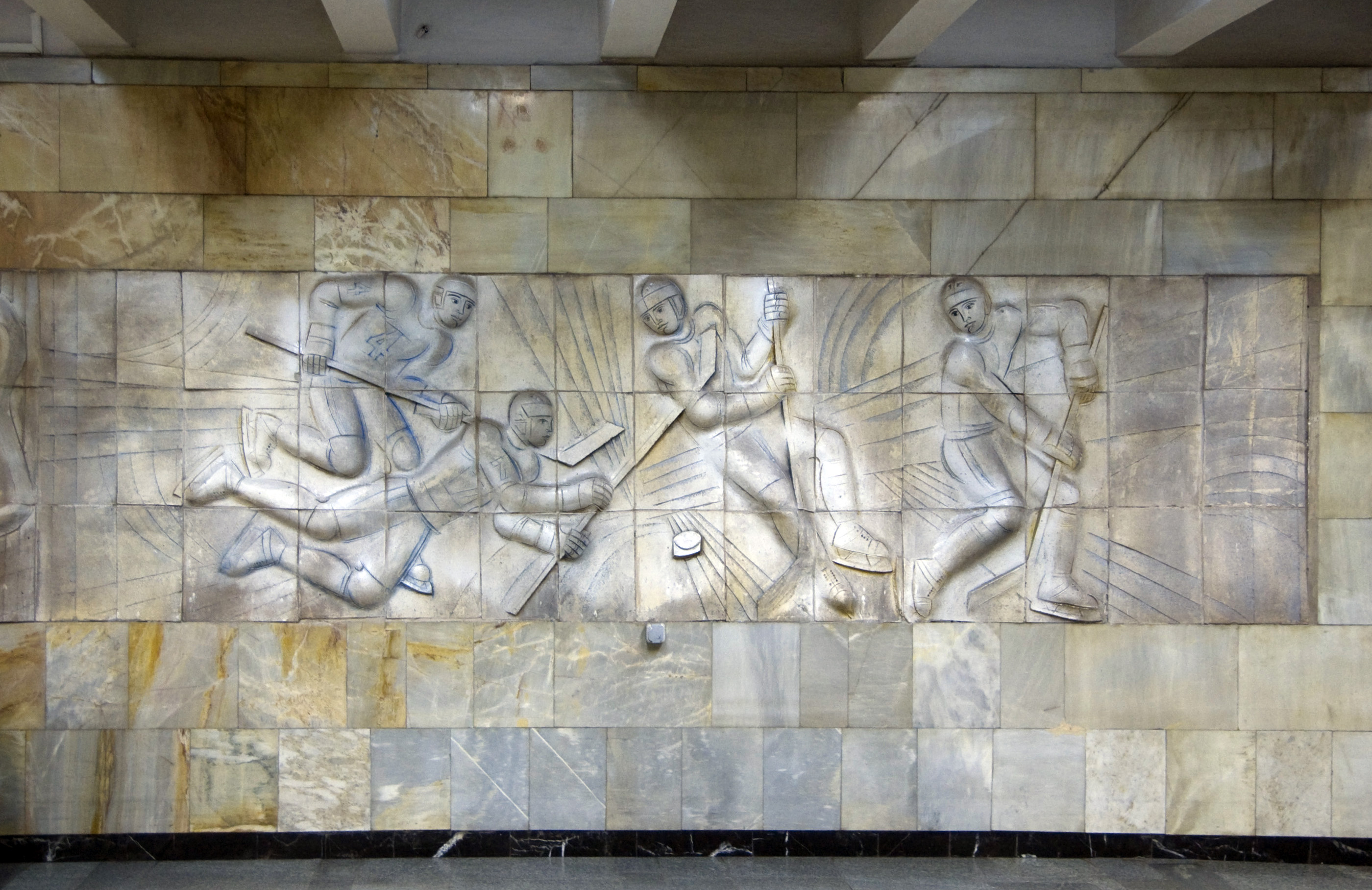
Барельєф «Хокей із шайбою» в касовому залі станції метро «Олімпійська»
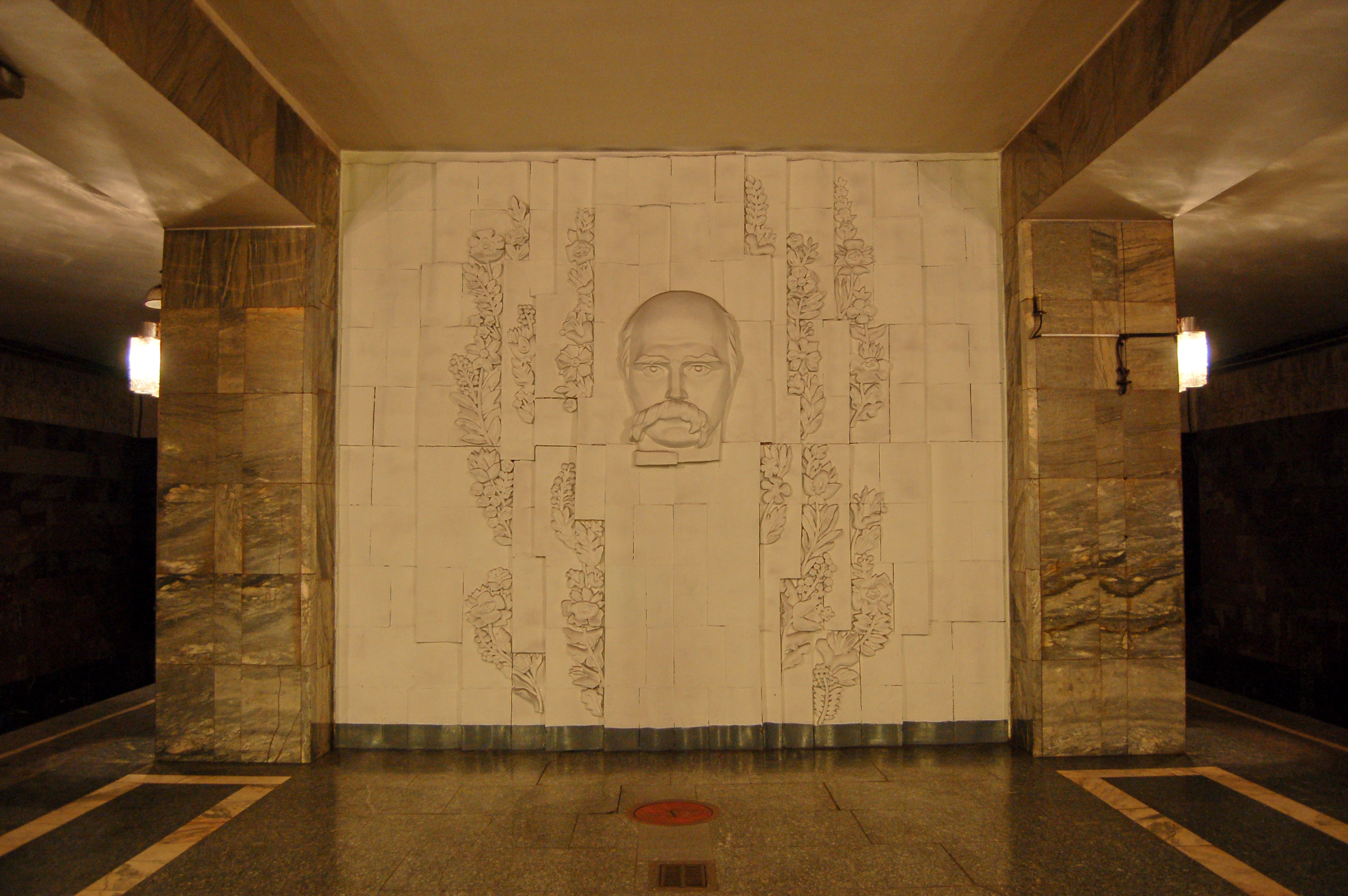
Барельєф Т. Г. Шевченка на станції метро «Тараса Шевченка»
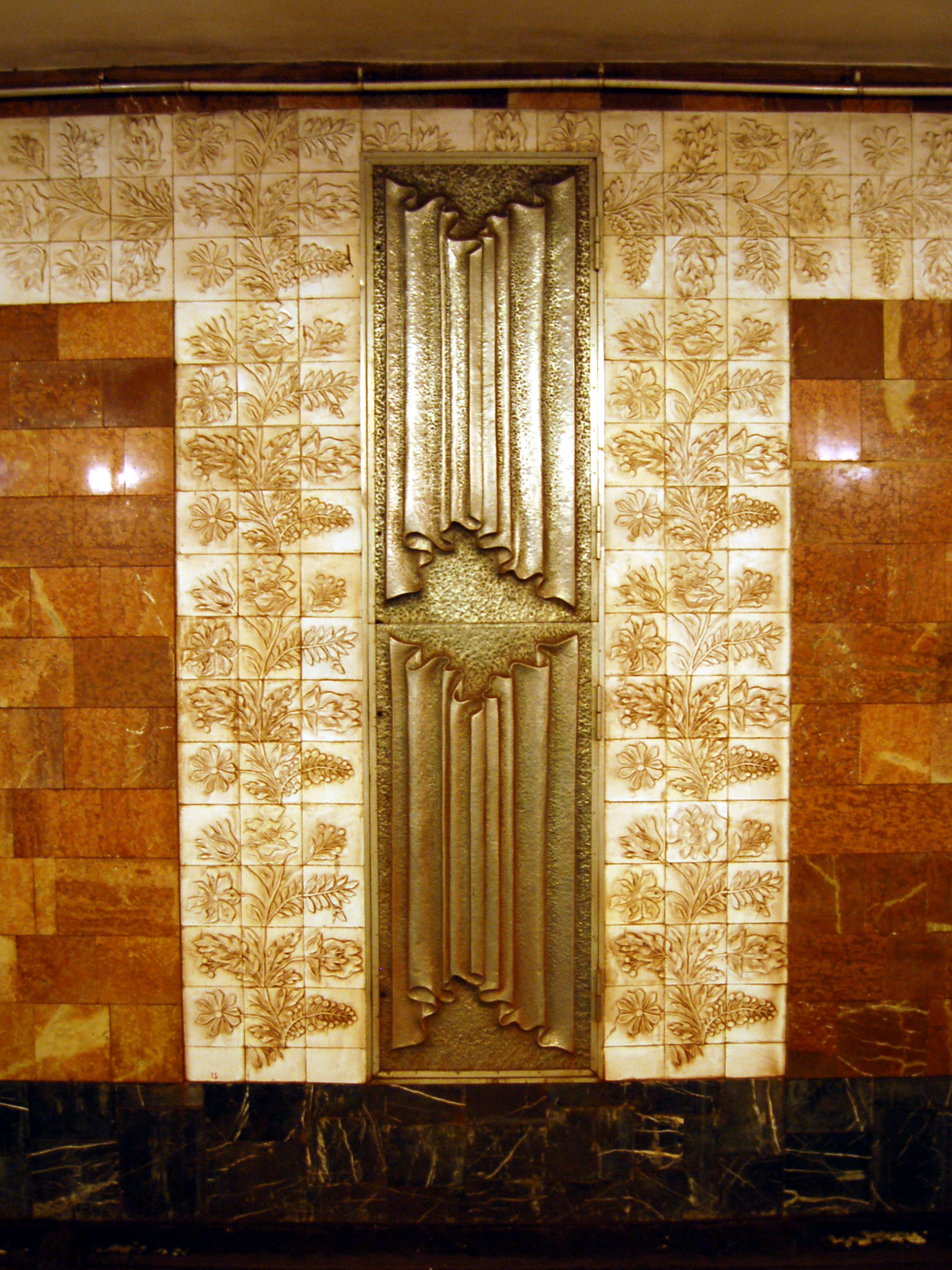
Оформлення дверці на колійній стіні станції метро «Тараса Шевченка»